# Salinator fragilis
Salinator fragilis är en snäckart som först beskrevs av Jean-Baptiste Lamarck 1822.  Salinator fragilis ingår i släktet Salinator och familjen Amphibolidae. Inga underarter finns listade i Catalogue of Life.